# Sergei Sokolov
Sergei Leonidovitch Sokolov (em russo: Серге́й Леони́дович Соколо́в; Eupatória, Gubernia de Táurida, 1 de julho de 1911 - Moscou, 31 de agosto de 2012) foi um militar soviético. Alcançou o posto de marechal em 1978, participando da invasão do Afeganistão. Foi condecorado como Herói da União Soviética em 1980 e serviu como Ministro da defesa do país entre 1984 e 1987, quando foi despedido pelo primeiro-ministro Gorbachev.